# Стара Котельня
Стара Котельня (у минулому — Котельнич, Котельниця, Котельня) — село в Україні, в Житомирському районі Житомирської області. Входить до складу Волицької сільської громади. Населення становить 1309 осіб.

## Географія
У селі річка Безіменна впадає у Гуйву, праву притоку Тетерева.

## Історія

### Давня Русь.
На території сучасного села люди жили ще в ІІ-VI ст. н. е., про що свідчать виявлені залишки поселення черняхівської культури. Поблизу села й досі збереглися рештки великого давньоруського могильника, в якому розкопано п'ять курганів.
Котельня належить до числа найдавніших населених пунктів України. Під назвами Котельний, Котельниця, Котельня місто дев'ять разів згадується у літописах 1143-1169 років. У Київському літописі під 1143 р. описана велика буря, від якої постраждав град Котельнич: «У той же рік була така велика буря, якої ото не було ніколи. Навколо города Котельниці рознесла і доми, і майно, і комори, і хліб із стодол. А спроста сказати — наче рать узяла і не зосталося в коморах нічого. А деякі знаходили лати в болоті, занесені бурею». Котельниця згадується в літописі і в 1147 році, як володіння київського князя Святослава Володимировича. 1159 року згадується Котельниця в зв'язку з грабунком половців, 1162 року Котельниця згадується як місце, де з'єднались до походу війська галицького князя Мстислава і київського Рюрика Ростиславовича.
В 12-14 століттях через Котельницю проходив Києво-Белзький шлях.

### У складі ВКЛ та Речі Посполитої

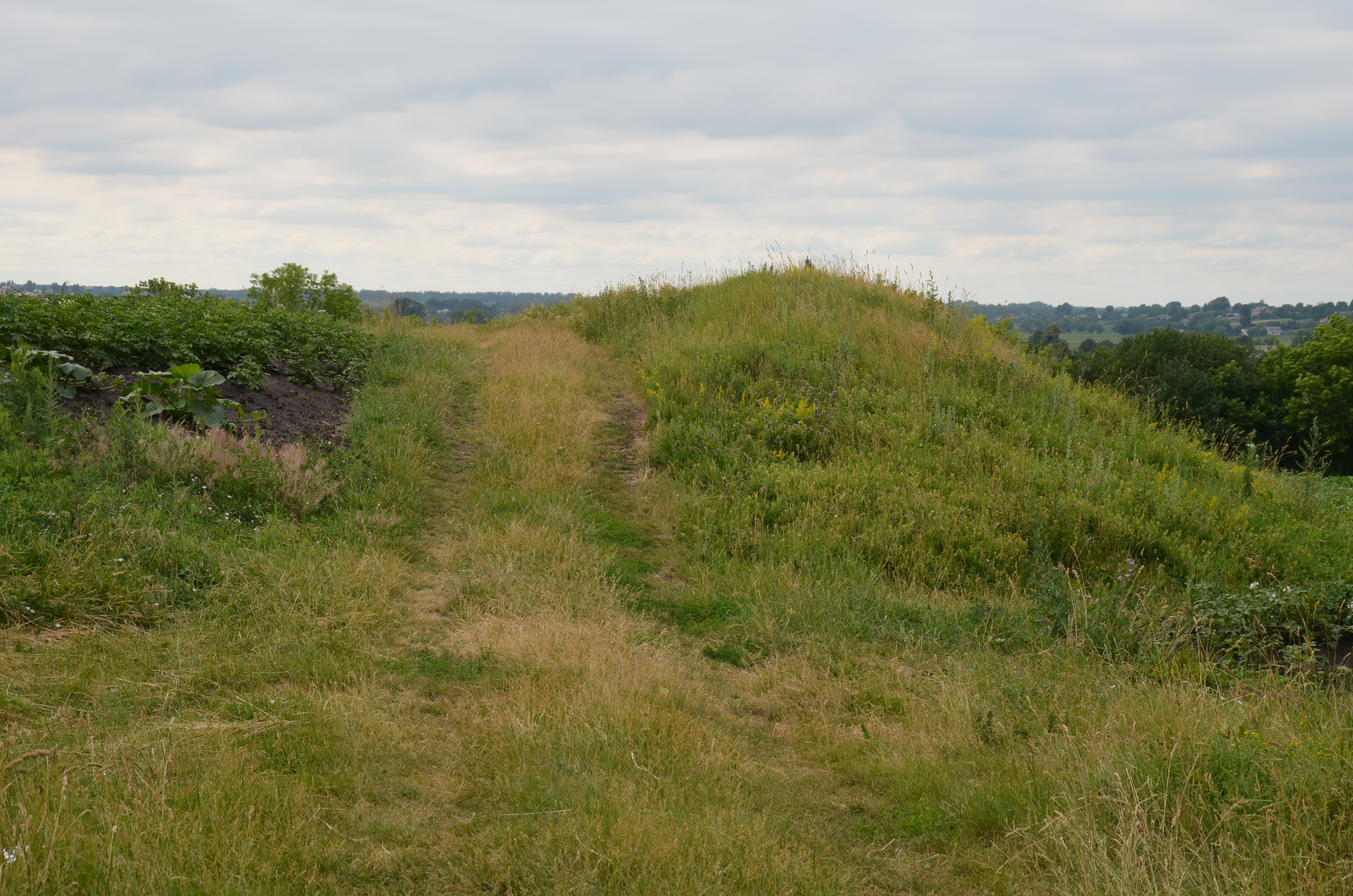
Городище літописного міста Котельнича і поселення

З 1362 року-у складі Великого княжества Литовського. Після Люблінської унії 1569 року — під владою Речі Посполитої.
У 1581 році за короля Стефана Баторія, Котельня була надана у власність легендарному князеві Михайлу Ружинському.
Котельня також згадується у «Літописі Павла Граб'янки»: року 1660 … Мова йде про бої польського війська в союзі з татарами проти козацьких військ під проводом Юрія Хмельницького і російських військ під командуванням Шереметьєва в районі Чуднова і Слободищ: «А ще за кілька тижнів і хліб вийшов (у війська Шереметьєва), оскільки він, виходячи з Котельні, наказав знищити усі кінські та людські запаси, собі на шкоду». Є згадка про Котельню і в «Літописі Самійла Величка». «1655 рік, татари почали пустошити Поділля. Отож, запобігаючи цьому лиху, Хмельницький зараз-таки направив доброго вояка, браславського полковника Богуна з десятьма тисячами свіжого доброго козацького війська проти татарських загонів, що пороз'їжджалися по Україні збирати ясир… Ці загони поверталися поодинці зі своїми здобичами й користями від Чуднова, Котельні, Кодні, Корнина та інших дальших тамтешніх місць … Вони несподівано потрапили в Богунові сіті».

### За часів Російської імперії та СРСР.
Після другого розділу Польщі у 1793 році С.Котельня ввійшла до складу Російської імперії.
Станом на 1885 рік у колишньому власницькому селі Котелянської волості Житомирського повіту Волинської губернії мешкало 1332 особи, налічувалось 188 дворових господарств, існували 2 православні церкви, костел, католицька каплиця, синагога, єврейський молитовний будинок, школа, 2 постоялих будинки, торговельна лазня, лавка, 2 водяних і вітряний млини, миловарний і шкіряний заводи. За 20 верст — скипидарний завод.
За переписом 1897 року кількість мешканців зросла до 3183 осіб (1559 чоловічої статі та 1624 — жіночої), з яких 1567  — православної віри, 1343 — юдейської.
У 1906 році село Котелянської волості Житомирського повіту Волинської губернії. Відстань від повітового міста 30 верст, дворів 437, мешканців 3023.
Під час Другої Світової війни загинуло 362 мешканця Старої Котельні.
У 1947 році у селі діяв дитячий будинок.
У 1950 року колгоспи «Нове життя» та ім. Е. Тельмана об'єдналися в одне господарство під назвою «Більшовик», головою якого було обрано агронома Л. А. Любченко. У 1959 році колгосп «Більшовик» об'єднано з господарством «Червоний Жовтень» с. Старосілля, що увійшло в зону Старої Котельні. Господарство належало до зразково-передових колгоспів. У 70-80 роках згідно з генеральним планом в центрі села звели двоповерхові котеджі, п'ятиповерховий готель, банно-пральний комбінат, будинок побуту, торговий центр, кінотеатр, спортивний комплекс, школу та лікарню, проклали водопровід. У 1977 р. з'явився перший в Україні сільський широкоекранний кінотеатр. Центральна площа села представляла яскравий зразок архітектурного комплексу епохи т.н. «розвитого соціалізму» з бюстом Леніна.
В 1990 році село газифікували.

### Наш час
З 2000 року у селі працює сільськогосподарське ТОВ «Старокотельнянське», основним видом діяльності якого є вирощування зернових, бобових і насіння олійних культур.
У 2010 році в селі працювали цегельний завод, відділення зв'язку, 10 магазинів, кафе, ветеринарна дільнична лікарня, є загальноосвітня школа, де навчається 249 учнів, дві аптеки, дільнична лікарня на 25 ліжкомісць, бібліотека, дитячий садок.
Відреставрована православна церква, ведуться роботи по відновленню костелу св. Антонія Падуанського.
У селі працює художниця Валентина Гебрич
10 березня 2022 року російські окупанти обстріляли блокпост в селі. П'ять військовослужбовців загинули, двоє поранені.

## Населення

### Мова
Розподіл населення за рідною мовою за даними перепису 2001 року:
| Мова            | Кількість | Відсоток |
| --------------- | --------- | -------- |
| українська      | 1262      | 96.41 %  |
| російська       | 39        | 2.99 %   |
| білоруська      | 2         | 0.15 %   |
| румунська       | 2         | 0.15 %   |
| болгарська      | 2         | 0.15 %   |
| інші/не вказали | 2         | 0.15 %   |
| Усього          | 1309      | 100 %    |

## Пам'ятки архітектури
- Православна церква Чудо Архістратига Михаїла, XIX ст. (Православна церква України)[14]
- Костел Антонія Падуанського, бароко, кінець XVIII ст.

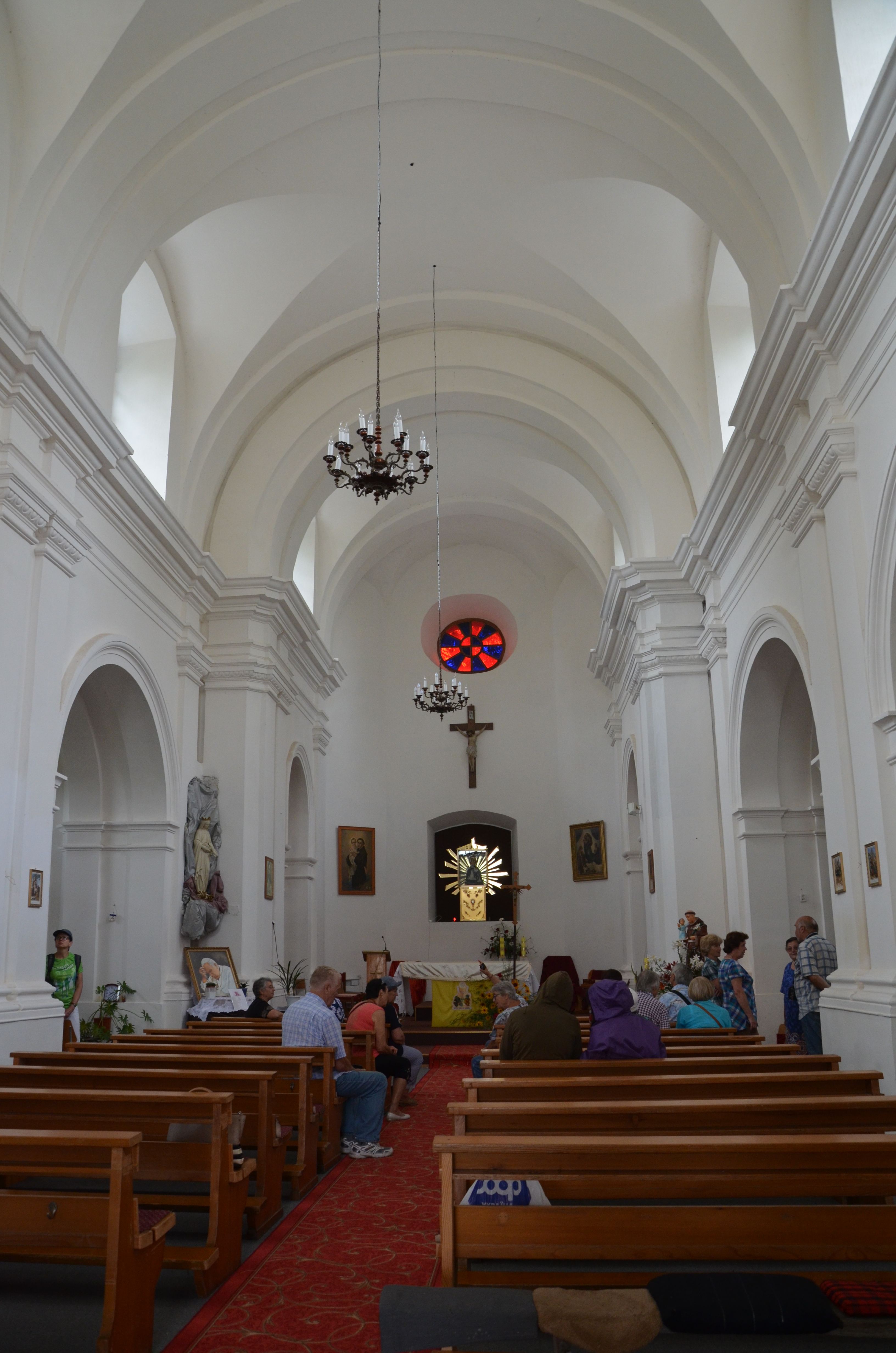
Костел Антонія Падуанського

Цікавою пам'яткою архітектури є побудований у стилі бароко костел св. Антонія Падуанського 1786 р. За іншими даними храм було побудовано у 1781 р. поміщиком Антонієм Прушинським. Костел був парафіяльним, відносився до житомирського деканату РКЦ, в Андрушівці знаходилася капличка цієї ж парафії. У к. ХІХ ст. кількість віруючих становила 1909 чол.
Костел в стилі бароко являє собою цегляну, тринавну, чотиристовпну базиліку з п'ятигранним пресбітерієм і прямокутним захристям, з ґвинтовими дубовими сходами (аналогічні ґвинтові сходи були розміщені з обох боків головного входу і вели на хори). Фасади прикрашали спарені пілястри іонійського ордеру з гірляндами в капітелях, арка головного входу фланкована тосканськими колонами. Пам'ятка була огороджена цегляною огорожею з брамою та трипрохідною дзвіницею. В цьому костелі здійснювались всі метричні записи католиків навколишніх сіл Житомирщини. Сам костел знаходиться на території старовинного городища, яке підноситься над річкою Гуйвою і з якого відкривається чудовий краєвид на долину річки і навколишню місцевість. Збереглись ще й залишки валу, яким було оточене городище.

## Відомі люди
В селі народилися та/або проживали і працювали:
- Аврамець Володимир Павлович — Герой Соціалістичної Праці, працював бригадиром тракторної бригади колгоспу «Більшовик»[3].
- Андрощук Руслан Андрійович (1980—2004) — український військовослужбовець.
- Грабовський Микола Петрович — кандидат сільськогосподарських наук[10].
- Гречківська Антоніна Павлівна — кандидат іхтіологічних наук[10].
- Зазулінський Ісак Пинхосович (* 1908 — † 1942) — військовий льотчик-штурмовик, в 1942 році загинув в вогняному тарані на з/д станції Калач-на-Дону. У Андрушівці на його честь названа вулиця та встановлена меморіальна дошка[15][16].
- Іванченко Ліда Йосипівна — Заслужений агроном УРСР, працювала головним агрономом в колгоспі «Більшовик»[3].
- Канарський Анатолій Станіславович — доктор філософських наук[10].
- Козяревич Людмила Василівна — доктор історичних наук[10].
- Любченко Любов Андріївна — Герой Соціалістичної Праці, працювала в селі головою колгоспу «Більшовик».
- Маргулян Лев Маркович (* 1903 — † 1943) — Герой Радянського Союзу.
- Мацнер Віталій Йосипович — доктор технічних наук[10].
- Музичук Василь Опанасович (1930—1996) — український художник декоративного розпису на порцеляні; заслужений майстер народної творчості УРСР.
- Самборський Володимир Іванович — доктор економічних наук[10].